# Эгерикс, Дикси
Дикси Эгерикс (англ. Dixie Violet Egerickx; род. 31 октября 2005 года) — британская актриса, известная по ролям в фильмах «Таинственный сад» и «Маленький незнакомец», а также в сериалах «Гений» и «Патрик Мелроуз».

## Карьера
Когда Дикси было 9 лет, в её школу пришёл представитель кастинг-агентства Nina Gold Casting в поисках актрисы на роль в новом фильме Стивена Спилберга. Тогда девочка не прошла отбор, но команда кастинг-директора Нины Голд всё же обратила на неё внимание.
Среди проектов, в которых приняла участие юная актриса: фильмы «Секрет Черчилля», «Королевская зима», «Молодой Маркс», «Долгая ночь» и «Маленький незнакомец», а также сериалы «Гений» и «Патрик Мелроуз» с Бенедиктом Камбербэтчем в главной роли.
27 марта 2019 года был объявлено, что Дикси Эгерикс примкнула к основному актёрскому составу приквела телесериала «Игра престолов». В этом же году её назвали «Звездой завтрашнего дня».
В конце апреля 2020 года в российский прокат вышел фэнтези «Таинственный сад», основанное на классическом романе британской писательницы Фрэнсис Элизы Бёрнетт. Дикси исполнила в фильме главную роль. А её партнёрами по съемочной площадке стали Колин Фёрт и Джули Уолтерс.

## Избранная фильмография
- 2016 — Секрет Черчилля (ТВ) / Churchill's Secret
- 2017 — Королевская зима (ТВ) / A Royal Winte
- 2017 - … — Гений (сериал) / Genius
- 2017 — Лесной наблюдатель (ТВ) / The Watcher in the Woods
- 2017 — Молодой Маркс / National Theatre Live: Young Marx
- 2018 — Патрик Мелроуз (мини-сериал) / Patrick Melrose
- 2018 — Маленький незнакомец (ТВ) / The Little Stranger
- 2019 — Долгая ночь (ТВ) / The Long Night
- 2020 — Страна солнца / Summerland
- 2020 — Таинственный сад / The Secret Garden
- 2022 — Змей в Эссексе (телесериал) / The Essex Serpent
- 2025 - Крушение мира / Rich Flu